# Pablo de La Llave
Pablo de la Llave (11 février 1773 à Córdoba (Veracruz) - juillet 1833 à Córdoba (Veracruz)) est un prêtre, homme politique et naturaliste mexicain.

## Biographie
Après de brillantes études universitaires, il devient professeur au collège national de Jean-de-Latran et docteur en théologie à l'université de Mexico. Il voyage en Europe et vit quelque temps à Paris, avant de devenir directeur du muséum national d'Histoire naturelle de Madrid. En 1811 et 1812, il devient l'assistant de José Mariano Mociño et organise les collections de l'expédition de Madidi (1787–1803) sur l'histoire naturelle du Mexique.
En 1820 et 1821, il représente l'État de Veracruz au Parlement espagnol. De retour au Mexique après l'indépendance, il occupe plusieurs charges ecclésiastiques. En 1824, le premier président du Mexique, Guadalupe Victoria, le nomme dans son nouveau cabinet. Il est aussi sénateur de Veracruz. En politique, Llave est considéré comme un libéral, collaborateur du prêtre et politicien républicain Miguel Ramos Arizpe. En biologie, lui et son collaborateur Juan José Martínez de Lejarza sont les premiers à entreprendre l'étude systématique des orchidées de l'État de Michoacán. En 1824, ils publient un ouvrage décrivant plus de 50 espèces. En 1831, Llave est nommé directeur du muséum national d'histoire naturelle du Mexique. En 1832 et 1833, il publie des notes ornithologiques où il décrit et nomme plusieurs espèces d'oiseaux, dont le ariane à ventre gris (Amazilia tzacatl) et surtout le célèbre quetzal resplendissant (Pharomachrus mocinno).